# Keith Medal

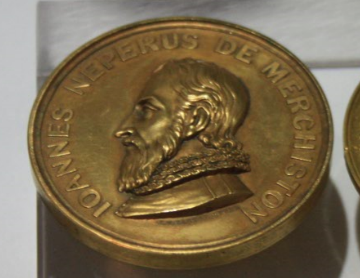
Keith Medal

Die Keith Medal war eine Auszeichnung der Royal Society of Edinburgh für einen wissenschaftlichen Aufsatz in einer ihrer Zeitschriften, vorzugsweise im Bereich Mathematik (veröffentlicht in den Proceedings, Reihe A) und Geowissenschaften (veröffentlicht in den Transactions) und vorzugsweise für eine Neuentdeckung. Sie ist nach Alexander Keith of Dunnottar (gestorben 1819) benannt, dem ersten Schatzmeister der Gesellschaft, und wurde mit Mitteln aus seinem Nachlass 1827 gestiftet. 2006 wurde sie zum 80. und letzten Mal verliehen.
Sie wurde zeitweise alle zwei Jahre verliehen, zuletzt unregelmäßig, abwechselnd in Mathematik und Geowissenschaften.

## Preisträger
Die Liste vor 1990 ist unvollständig
- 1827: David Brewster
- 1829: David Brewster
- 1848: Thomas Makdougall Brisbane[2]
- 1854: William John Macquorn Rankine
- 1864: William Thomson
- 1878: Matthew Heddle[3]
- 1884 und 1899: Thomas Muir[4]
- 1897–99: James Burgess
- 1917: James Hartley Ashworth[5] (erneut 1926 und 1933)
- 1929: Christina Cruickshank Miller[6]:646
- 1941: William McCrea (mit anderen)[6]:570
- 1942: Edward Thomas Copson[7]
- 1943: James Ritchie[6]:781
- 1950: Arthur Geoffrey Walker[6]:959
- 1974: Douglas Samuel Jones
- 1979: John Mackintosh Howie
- 1981: Brian John Bluck[8]
- 1984: John Heslop-Harrison[9]
- 1987: John Bryce McLeod[10]
- 1990: John M. Ball
- 1993: Euan Clarkson
- 1997: Vladimír Šverák
- 2006: Antonio DeSimone, Stefan Müller, Robert V. Kohn, Felix Otto